# Miskolc-Rendező vasútállomás
Miskolc-Rendező vasútállomás egy teherforgalmi célú pályaudvar Miskolcon.
50 vágánnyal rendelkezik így Magyarország második legtöbb vágányos pályaudvara Ferencváros után.[forrás?]
Miskolc 1944. június 2-i bombázása során a rendező pályaudvar épületei elpusztultak.[forrás?]

## Látnivalók
A pályaudvar végében a MÁV régi 5251-es számú gőzmozdonya van kiállítva.

## Megközelítés
Megközelíteni a Kinizsi utcából kiágazó kb. 200 méter hosszú kis útról lehet.
Ha busszal érkezünk akkor pedig a Lévay József utca megállónál kell leszállni, majd kb. 500 méter gyaloglás után meg is érkezünk a pályaudvarra.
De a legközelebbi villamosmegállótól (Miskolc-Tiszai vasútállomás) is csak 20 perc gyaloglásra van.